# Molino del Pallone
Molino del Pallone, detta anche Mulino del Pallone (Mulin del Palone in dialetto locale) è una piccola frazione del comune di Alto Reno Terme, nella Città metropolitana di Bologna, situata sulla sponda sinistra del Reno lungo la cosiddetta Traversa di Pracchia, a 496 m s.l.m., immersa in una vallata boscosa, poco a valle dal punto in cui il torrente Randaragna incontra il fiume Reno nella borgata omonima.
In passato rivestì importanza a livello amministrativo, in quanto sede municipale del Comune di Granaglione sino al suo scioglimento, avvenuto il 31 dicembre 2015. Oggi è un municipio del comune di Alto Reno Terme ai sensi dello statuto dell'ente stesso.
Un ponte pedonale, percorribile solo da veicoli di modeste dimensioni, valica il fiume e collega il paese con la borgata antistante in destra del Reno denominata Case Ballerini (facente parte del paese), nel Comune di Sambuca Pistoiese, e, proseguendo, con le due borgate di Campeda Vecchia, Pidercoli e Campeda Nuova, sempre nel medesimo comune toscano.

## Monumenti e luoghi di interesse
- Chiesa del Cuore Immacolato di Maria: la moderna parrocchiale conserva all'interno una tela con un San Sebastiano, di datazione incerta, ma presumibilmente della prima metà del Seicento, probabilmente proveniente dall’antica Chiesa di Sant’Agostino dei Boschi, stilisticamente vicina al Massari di Porretta e alla cultura carraccesca.[1]

## Infrastrutture e trasporti
La costruzione delle vie di comunicazione (strada e ferrovia), è stata la principale artefice dello sviluppo della frazione, nata dopo l'apertura di queste. Da maggio 2011 è stata istituita una linea di autobus che collega Pistoia a Porretta con 6 corse giornaliere.

### Strade
Molino del Pallone è raggiungibile tramite la SP 632 Traversa di Pracchia, che collega Pracchia con Ponte della Venturina, altra frazione del comune di Alto Reno Terme.

### Ferrovie
La frazione dispone di una propria fermata ferroviaria lungo la linea Pistoia-Bologna.

## Borgate
Molino del Pallone possiede 9 borgate
- Casa Boni
- Casa Chierici (di Casa Boni)
- Casa Evangelisti
- Casa Salma
- Casa Santini
- Casa Zacchi
- Poggiolo (di Casa Boni)
- Prati
- Randaragna
- Case Ballerini